# Deroplia gemina
Deroplia gemina là một loài bọ cánh cứng trong họ Cerambycidae.